# Pickles

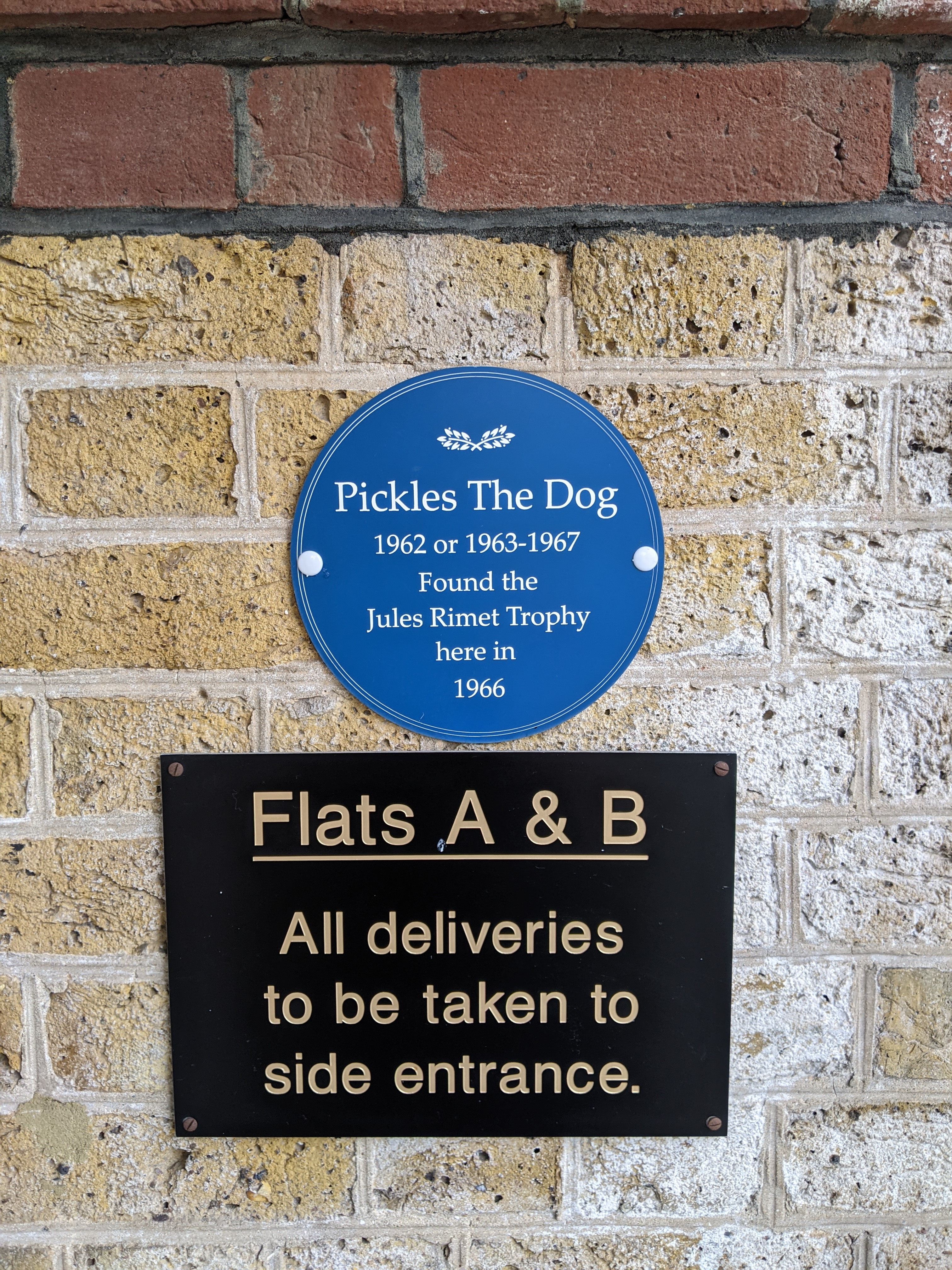
Placa comemorativa do cão Pickles, eregida em 2018 perto do local onde ele encontrou a taça Jules Rimet.

Pickles (1962 - 1967) foi um cachorro da raça collie que tornou-se notório em 1966 por ter achado a Taça Jules Rimet, após a mesma ter sido roubada naquele ano.
7 dias após o roubo da Taça, seu dono, David Corbett, passeava consigo numa praça do Sul da capital inglesa quando Pickles, farejando um arbusto, localizou o valioso troféu, enrolado por jornais.
Após ter achado a Taça, Pickles se tornou uma celebridade, participou de filmes e programas na TV e ganhou um ano grátis de comida canina da empresa de ração Spillers.

## Falecimento
Um ano após o grande feito de sua existência, Pickles partiu. Ele estava correndo atrás de um gato, e morreu sufocado pelo coleira que se enroscou em um galho.
Foi enterrado no jardim da casa que seu dono, David Corbett, comprou com o dinheiro ganho por sua façanha. Está lá até hoje, com uma placa que diz: “Pickles, the finder of the World Cup 1966”.
Seu colar foi doado ao National Football Museum de Manchester, onde encontra-se em exposição até os dias atuais.

## Videografia
- Em 1966, o caozinho fez um papel no filme britânico O Espião de Nariz Frio.[5]
- Ainda em 1966, ele também participou de vários programas de TV, como Blue Peter e Magpie
- Em 2006, a ITV exibiu o drama "Pickles: The Dog Who Won The World Cup", que conta, de forma ficcional, o Roubo da taça Jules Rimet em 1966.[6]

## Prêmios e Honrarias
- Medalha de prata da Liga Nacional de Defesa Canina[7]
- Dog of The Year[8]
- Italian Dog of The Year[8]